# Medical Lake (Washington)
Medical Lake je grad u američkoj saveznoj državi Washington. Prema popisu stanovništva iz 2010. u njemu je živjelo 5.060 stanovnika.